# Novazione
Si definisce novazione, in termine giuridico, l'estinzione di un rapporto di obbligazione tra due parti (debitore, creditore) con conseguente nascita di uno nuovo, rispetto al precedente mutato nel titolo o nell'oggetto.

## Storia
Anche nell'antica Roma per novazione si intendeva la sostituzione di comune accordo (animus novandi) di un'obbligazione con un'altra in modo tale che la prima si estingua e al suo posto sorga la nuova. Essa aveva luogo tramite stipulatio, la quale doveva indicare chiaramente il rapporto obbligatorio che si voleva estinguere, che poteva anche consistere in una obbligazione naturale. In caso di novazione oggettiva l'aliquid novi poteva consistere in una modifica delle condizioni, dei termini e delle garanzie personali, in caso di novazione soggettiva, potevano invece mutare o la persona del creditore o quella del debitore. 
Un caso particolare di novazione oggettiva si realizzava con la stipulatio aquiliana, nella quale veniva dedotto in maniera generica il corrispettivo pecuniario di ogni debito conosciuto o ignorato che fosse da una o da ambedue le parti, del promittente verso lo stipulante, cosicché in definitiva il promittente, compiuta la stipulatio, sarebbe stato tenuto verso lo stipulante solo in virtù della stessa. La novazione soggettiva faceva normalmente seguito a una delegatio, ovvero un'autorizzazione unilaterale e informale. Nella delegatio promittendi attiva o delegatio nominis, il creditore invitava il proprio debitore a promettere con stipulatio a un terzo quel che il debitore stesso doveva al creditore. In tal modo si estingueva l'obbligazione tra delegante e delegato e se ne costituiva una nuova ex stipulatu. Nella delegatio promittendi passiva il delegante è il debitore, delegato da un terzo, delegatario il creditore: su invito del debitore il terzo prometteva al creditore ciò che allo stesso doveva il delegante.

## Nel mondo

### Italia
La novazione è disciplinata dall'articolo 1230 del codice civile italiano.
Per parlare di novazione è necessario che da ambo le parti vi sia volontà esplicita di mutare l'obbligazione in essere; pertanto perché essa possa validamente configurarsi devono risultare espressamente alcuni elementi essenziali:
- la volontà (tecnicamente animus novandi);
- l'indicazione del nuovo titolo e del nuovo oggetto (tecnicamente aliquid novi)
- l'indicazione dell'obbligazione originale che si vuole mutare in quella nuova (tecnicamente obligatio novanda)

Per quanto riguarda invece gli effetti verso terzi, l'articolo 1300 recita:
(Codice civile, articolo 1300)
Questo significa che, qualora un debitore in solido con altri novi l'obbligazione in essere con la parte creditrice, la novazione solleva gli altri debitori solidali, qualora non espressamente specificato altrimenti. Altrimenti, in caso che il creditore e il debitore si accordino solo per la quota-parte di quest'ultimo, gli altri debitori sono obbligati per il rimanente; qualora altresì un debitore si accordi solo con uno dei suoi creditori in solido, rimane responsabile verso gli altri per la quota rimanente.
La novazione soggettiva è il negozio che estingue l'obbligazione d'origine e ne crea al contempo una nuova avente per soggetto passivo un nuovo obbligato (tecnicamente, l'aliquid novi riguarda un nuovo soggetto).
Tale fattispecie - se non nella forma - negli effetti ha un'efficacia pari a quello della successione liberatoria (subentro) nel debito, che si realizza mediante delegazione (assunzione di un terzo, cosiddetto delegante, dell'impegno da parte del debitore di pagare un'obbligazione al creditore), dell'accollo (impegno diretto di un terzo con il creditore per pagare l'obbligazione contratta dal debitore) e dell'espromissione (impegno di un terzo a pagare un'obbligazione al creditore senza richiesta né incarico da parte del debitore).
Al riguardo, l'articolo 1235 del codice civile prescrive che, in caso di sostituzione del debitore, si applicano le norme previste al Capo IV, artt. 1268 e ss., a seconda che la sostituzione configuri, alternativamente, le dette forme di delegazione, accollo ed espromissione, anche se non viene specificato espressamente se tale modifica influisce anche sui termini di estinzione dell'obbligazione per prescrizione.